# 张问陶
張問陶（1764年—1814年），字仲冶，號船山。四川遂寧縣（今蓬溪縣）人，汉开國功臣张良后裔，雍正朝重臣张鹏翮玄孙，清代詩人、书画家、官员。元明清巴蜀第一大诗人，與袁枚、趙翼合稱清代「性靈派三大家」。乾隆五十五年進士，歷任順天鄉試同考官、教習庶吉士、國史館總纂官、江南道監察御史、掌貴州道監察御史、京畿道監察御史、巡城御史(巡視南城)、會試同考官、吏部驗封清吏司郎中等，官至山東省萊州府知府。妻清代女詩人林佩环，其父四川布政使林儁曾是福康安家人。清末民初，张问陶曾被紅學界認定為高鶚妻舅。
张问陶任知府時審理一宗大伯強姦弟媳被殺案，在2009年湖北鄧玉嬌案發生後引起關注。

## 生平

张问陶绘《枯木踞猿图》（北京故宫博物院藏）

张问陶祖籍湖北麻城。高祖張鵬翮，官文華殿大學士兼吏部尚書。張問陶於乾隆二十九年（1764年）出生於山東館陶縣，自幼隨父張顧鑑宦遊均州、荊州、黃州、漢陽等地。因長相像猿，又號蜀山老猿。與其兄張問安、弟張問彤，合稱“遂寧三張”。乾隆五十二年（1787年）九月，與福康安家僕、時任四川鹽茶分巡成綿道的林儁即林西崖之女林頎（林韻徵）成婚。乾隆五十五年（1790年）進士，選庶吉士，乾隆五十八年（1793年）三月，授翰林院檢討。嘉慶十年（1805年）九月，任江南道監察御史。嘉慶十五年（1810年）七月，官至山東省萊州府知府。嘉慶年間，清朝已由盛轉衰，民生困苦，張問陶見“哀鴻集野”，“撫衷內愧”。嘉慶十六年和上司山東巡撫同興相抵牾不和（同興，鈕祜祿氏，嘉慶孝和睿皇后家族，鑲黃旗滿洲和世泰佐齡下人）。嘉慶十七年（1812年）三月，趁其坐师朱珪之侄山東布政使朱锡爵暫代替同興署山東巡撫時，請其代奏以病辭官。旋寓居吳門（蘇州）虎丘，自號藥庵退守。嘉慶十九年（1814年）三月初四日卒于苏州山塘寓所，姚元之寄信給张问安說明此事。寄棺于蘇州玄墓山，一年後歸葬故鄉兩河口祖塋。一說高鶚是張問陶的妹夫。 張問陶亦和海寧陳氏、查氏交往密切。如其胞兄之妻是海寧陳氏女詩人陳慧殊，即礼部尚书陈诜兄弟陈谦的孙女、名臣陈世倌的侄女。張問陶在京時曾接住刑部員外郎海寧查氏查堂（字号兰圃）的官房。張問陶辭世時，寄殯於蘇州光福鎮玄墓山。次年，得到了海寧查有圻（字号小山，即查小山，查莹之子）的資助，張問陶才得以歸蜀。

## 審理大伯強姦弟媳被殺案
1810—1812年案發於山東萊州府某縣。陶文鳳乘弟弟出門，一手㩗刀，一手㩗銀錠，欲威逼利誘弟媳丁氏行房。丁氏假意答允，陶文鳳遂將刀放床下登榻。丁氏奪刀，三刃殺死陶文鳳。縣衙門不能決，上報州府。按《大清律》婦女殺死強姦者判杖責50下，如兇器為強姦犯所㩗則免杖。張問陶認明事實，免丁氏杖責，並嘉許「且也強暴橫來，智全貞操，奪刀還殺，勇氣加人。不為利誘，不為威脅。苟非毅力堅強，何能出此！方敬之不暇，何有於杖。」2009年鄧玉嬌案發生後，張問陶在200年前的裁決引起關注。

## 家族
- 高祖父母：張鵬翮，雍正朝重臣，官至文華殿大學士兼吏部尚書。張鵬翮兄弟定远将军张鹏翼、宁国将军张鹏飞、康熙朝武进士云麾使张鹏翥娶妻总兵王应龙之女。張鵬翮姐妹张氏嫁蒋重光，乾隆壬辰進呈藏書百種，特賜內府書籍并御製七言詩褒獎。張鵬翮妻唐氏晚年随少子張懋齡在山东孔氏衍聖公居住，葬于山东。
- 曾祖：張懋誠，官至通政使、署工部右侍郎，雍正八年，張懋誠一女嫁山西布政使胡瀛之子，雍正九年一女嫁捐纳知州浙江画家沈铨。胞弟張懋齡娶孔子嫡系山東衍聖公孔毓圻女為妻。張懋齡长子一品荫生张勤辅、娶山东莱阳后居曲阜孔氏门下沙氏。其曾祖礼部尚书沙澄（兄弟沙瀛、沙潢）、祖父沙汝洛（山东曲阜孔兴燮女婿、孔毓圻妹夫，沙汝洛遂居于曲阜孔氏家）。張懋齡次子监生张勤政娶原籍安徽徽州休宁后居江南上海等地程兆麟兄弟程兆彪之女、后娶山东曲阜孔氏孔兴扩之女。孔兴扩乃孔尚任族兄孔尚恪和兄曲阜知县孔尚愉过继后裔。陕西道程兆麟、刑部主事程兆彪两人曾跟随张鹏翮治理河运多年，程兆麟妻乃钱陈群姨母陈榖。程兆彪程兆麟兄弟和姻亲家张鹏翮、沙潢、沙汝洛、孔毓圻、孔衍溥等曾迎接康熙拜访孔庙（见《幸鲁盛典》）、江南南巡，有康熙御赐书画、李煦奏折有提及程兆麟。钱陈群作《程兆彪墓志》有提及诚亲王题赠程兆彪孝友字、程兆彪佐遂宁相国张鹏翮治水。張懋齡两子张勤辅、张勤政两支后居山东曲阜。
- 曾祖姑母：张氏一嫁一品江南提督王绍绪、一嫁孔子嫡系山東衍聖公孔毓圻之侄孔传钜、一嫁江南兴化县廪生后官至大同知府吴槃，吴敬梓从堂兄，官员吴国龙之孙吴雷焕的长子。
- 祖父：張勤望，雍正九年奉旨命往江南，交與江南總督高其倬。後官至山東登州知府、署登萊青海防兵備道。
- 姑祖母：張懋誠女九人，一人嫁兖州府同知王涛之子王心榘；一嫁云贵总督蒋陈锡之孙蒋楠，即文华殿大学士户部尚书蒋廷锡之侄孙；一嫁和曹雪芹祖曹寅关系密切的两淮盐运使李陈常之子李宗信，即年羹尧同党直隶总督李维钧之侄，而年羹尧差点与張懋誠成为亲戚，年羹尧一女曾与張懋誠妹夫孔传钜的兄弟孔传镛订婚，后因年羹尧犯事，山东孔氏退婚；張懋誠还有一女嫁湖广总督杨宗仁之孙杨盛芳，即陕甘总督东阁大学士杨应琚的堂兄，杨盛芳妹嫁诚亲王允祉之子弘暹，杨盛芳父杨文魁的兄弟杨文坤娶了高其倬和纳兰容若长女那拉氏所出之女，后来張懋誠曾孙女张筠嫁入高其倬家族，即高其位的曾孙世袭骑都尉公中佐领高扬曾（字仲轩）。
- 父母：張顧鑒，袁枚少年诗友，官至雲南開化知府，娶汉军李氏，江南彭泽知县李松泰之女，李松泰为江南总督赵弘恩堂妹夫，赵弘恩父赵世纶胞兄河道总督赵世显和張鵬翮关系好；继娶周氏,山东即墨县处士周禧女，问安、问陶、问莱、张筠等，均为周氏所生。张问陶生母周氏生于乾隆二年，嘉庆十九年张问陶去世时尚在。
- 岳父母：左都御史周興岱和杜氏；福康安家仆四川布政使林儁（亦林西厓）和姜氏。
- 妻妾：原配太子太傅周煌孫女、左都御史周興岱之女，早亡，张问陶和王汝嘉之子王庚为连襟，即福建巡抚王恕之孙和安徽巡抚王汝璧之侄；终身伴侣是繼妻女詩人林頎，字韻徵，號佩環，為福康安世仆四川布政使林儁次女；张问陶嘉庆十七年，在江南纳妾研花楼的十六岁名妓杜素芬，以求生儿子，藏娇于富贵友人查有圻家中。杜素芬在研花楼的同楼姐妹还有杜小兰、杜畹兰（杜凝馥），居苏州虎丘下塘。张问陶曾让林颀、杜素芬两人在苏州虎丘见面，妻林颀十分不悦，奇妒之，友人笑称林颀为林奇。张问陶好友石韫玉、陈文述、乐钧皆有题诗赠杜素芬，如陈文述作《研花楼感旧诗》、《山塘晚归留别素芬》。陈文述和张问陶等才子曾是研花楼常客。张问陶纳妾不久后去逝，杜素芬后归张骐所纳。张骐，字伯冶、号蘼芜山樵。张骐的妻子钱璞，亦钱守璞、钱荫，女画家，乃陈文述、改琦的女弟子。钱璞曾作诗告诫丈夫张骐远离女色：人生惟酒色机关，须百炼此身成铁汉。
- 兄弟：兄詩人張問安、嫂浙江望族海寧陳氏女詩人陳慧殊乃礼部尚书陈诜兄弟陈谦的孙女、名臣陈世倌的侄女，孔尚任曾为陳慧殊祖父陈谦幕府；还有一弟蜀中才子張問萊、弟妹女詩人楊繼端，松江府知府楊璽女。堂弟張問彤。
- 姐妹、妹夫：胞姐张问兰嫁周煌同科进士浙江归安潘汝龙兄潘汝诚之子潘本侃（潘本侃字亦陶、號五亭，有兄弟潘本泰、潘本信、潘本佶等，和李文藻、张问第结为盟兄弟）；胞妹張问筠（亦张筠）、妹夫高鶚/高揚曾（清末民國眾多文人如恩华、震鈞、胡適、張愛玲、吳世昌曾認定高鶚繼妻是張問陶妹張筠。現代學者通過《遂寧張氏族譜》考證張筠嫁高鶚同旗鑲黃旗漢軍高瑛之子騎都尉高揚曾，即高其位曾孫，高其佩和張問陶皆善指畫，張問陶曾有《草書題高其佩指畫詩軸》。清代宗室盛昱在《八旗文經》將高瑛放於高鶚詞條中，疑有關聯，高鶚攀附高其位、高其佩、高其倬家族）,高揚曾亲姑母嫁给康熙皇帝曾孙、和硕恒亲王之孙、光禄大夫镇国将军弘昂第四子永宝。张问陶堂妹張瑤緗。张问陶堂姐张问端，张顾霖（张顾鉴弟）之女，字淑徵，清代女诗人，著有《淑徵诗草》，船山为之序。张问端嫁江苏无锡南塘丁氏望族，此丁氏和顾敏恒顾翰、杨揆杨芳灿等江南望族皆有联姻。张问端嫁广州知府丁尹志之子甘肃循化同知丁阆洲（号藕仙、耦仙），墓文由总督鄂山撰，张问端嗣子有曹娥场大使丁廷楷、甘肃平凉知县丁棻。同族后裔有民国丁福保、中将丁錦(女儿旅日华侨丁惟柔）。张问端和丁阆洲次女丁采芝，字芝润，清代女诗人，著有《芝润山房诗词草》，和母张问端唱和吟詠《紅樓夢》，丁采芝嫁无锡人邹廷敭，官四川縣南部縣縣丞駐富村馹兼管塩務。
- 子侄：張知防（嗣子）娶林氏、幼子張知悅（四川遂宁家谱没记，张问陶女儿的孙子进士李仁元缙绅录里记载其祖父继妻张氏乃莱州知府张问陶之女，部务供事张知悦胞姊；另有清代蔡珅著《张问陶年谱》记载张知悦年幼而亡）、侄子張知簡。
- 女兒：五女，和原配周氏之女阿梅，母女皆早亡。和继妻林颀有四女，长女枝秀早夭，余下三女存，一女张知仪嫁太子太保刑部尚書戴敦元四子戴鶴齡；一女嫁濟源望族李氏直隸祁州知州李傑，其父署江蘇按察使李師舒，其孫進士李仁元。
- 友人：洪亮吉、羅聘、高鶚、孫星衍、石韞玉、戴敦元、吳錫麒、法式善、趙懷玉、伊秉綬、李賡芸、王芑孫、王學浩、李鼎元、彭蕙芰、劉大觀、鲍勋茂、查堂、查有圻、王大煊等。
- 門生：崔旭、梅成棟、姚元之、徐松等。
- 同族：和张问陶祖上同族的四川唐氏，因张献忠屠川，张鹏翮胞叔张灯为舅父唐麟收养改名唐敬一。唐敬一后代有清代进士举人贡生有唐之骥、唐开陶、唐赓陶、唐叔度和唐弘宇、唐乐宇父子、唐开陶、唐宏陶、唐赓陶、唐兆扶等。其中，桐城知县唐叔度之子唐涥宇，和张问陶同辈，娶桐城宰相张廷玉外孙女即姚孔鋠和张廷玉长女张氏之女，唐兆扶学生进士薛煥、趙樹吉，同族清初思想家唐甄（唐大陶）。